# 九曲桥 (惠州西湖)
九曲桥是一座位于中国广东省惠州市惠城区的桥梁，连接惠州西湖孤山与点翠洲，始建于1957年。现今的桥梁于2012年10月拆除重建，2013年1月25日完工，并于同年2月8日正式向公众开放。

## 名称
1959年，惠州西湖管理部门将该桥由直桥重修为曲桥，由于重修后的桥梁有九处拐弯，故名。

## 构造及意义
现今的九曲桥为惠城区的一座横跨西湖的桥梁，按照机动车通行标准进行设计，长250米，宽3.2米，桥栏高0.85米，主要材料为花岗岩；而桥面上每隔数米便有设置地灯，桥栏外侧亦安装了三排LED线形灯，夜间点亮后可从远处清楚观察到桥梁的轮廓。桥中央有一对四角攒尖亭，下方可通行船只，顶部铺设深灰色琉璃瓦；梁柱呈深红色，顶端有粉色间蓝色的手工彩绘；而亭子的檐角、屋脊、梁柱外围悉数安装了灯饰。
除了作为旅游景观之外，该桥在1988年至2011年间亦是惠城区于每年端午节举办的龙舟竞赛的起点。另外，广东省第十三届运动会的激流回旋（静水）项目亦在该桥东侧的西湖湖面进行。

## 历史

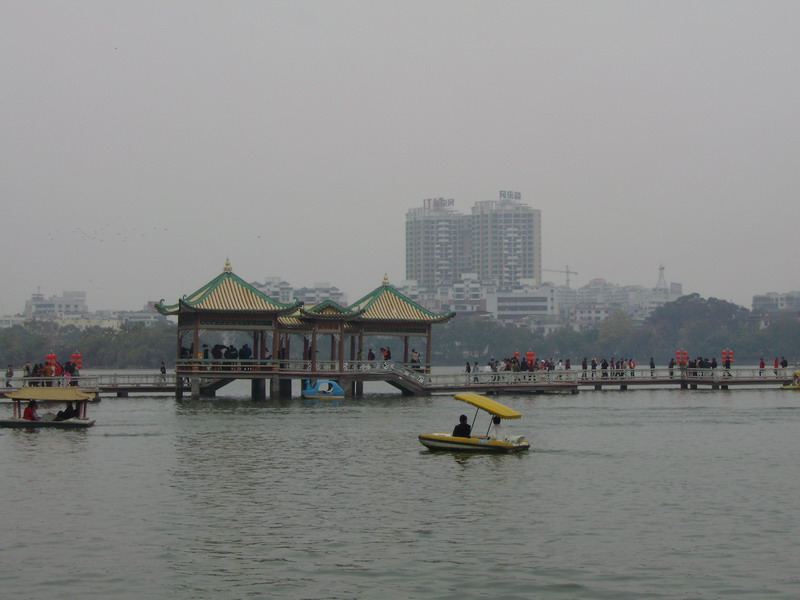
重建前的惠州西湖九曲桥及湖心亭。

1957年，惠州西湖管理部门耗资人民币1万元，在现今九曲桥的位置上修筑了一座直木桥梁；两年后，该桥被改建为木结构曲桥，改建后的桥梁长112米，船只可从桥下经过。1964年，有关部门再投资人民币3万元，重修该桥为钢筋混凝土桥梁，将桥梁宽度拓至2.2米，并修筑镂花桥栏及景观灯饰；水位正常时，桥面离水面为0.6米，可供小舟通过；但当时的桥梁并没有修筑地基。1978年，西湖管理部门又在桥上加筑两座总面积103.2平方米的四柱攒顶方亭，其间以卷棚顶走廊相连。
2011年3月9日，时任惠州市园林管理局局长叶启灵在惠州广播电视台新闻综合广播《行风热线》节目中，指该桥桥体出现下陷问题，其中最严重一处的下陷幅度达20厘米，并披露了桥梁的重建计划。随后，惠州市住房和城乡规划建设局在17日公布了两套备选方案供公众票选，两套方案仅在湖心亭及照明布置方面存在差异。11月9日，该桥正式关闭，而两座湖心亭则因2008年惠州西湖景区管理处及惠州市园林管理局对该桥清淤导致的底座倾斜，已提早于2011年6月封闭。
2012年8月27日，惠州市公共资源交易中心发布九曲桥重建项目的招标结果，中标方为惠州市第七建筑工程公司。有关工程则在当年10月正式开工，并于2013年1月25日竣工。2月8日，重修后的九曲桥正式向公众免费开放。